# Kloster Rueda
Das Kloster Rueda (Real Monasterio de Nuestra Señora de Rueda) ist eine ehemalige Zisterzienserabtei in der Gemeinde Sástago in der spanischen Provinz Saragossa in der autonomen Region Aragonien, 74 km südöstlich von Saragossa am linken Ufer des Ebro.

## Geschichte
Das Kloster wurde 1202, nachdem bereits seit 1162 größere Landstiftungen durch das aragonesische Königshaus vorangegangen waren (darunter 1175 und 1182 bei und in Escatrón) als Tochterkloster von Kloster Gimont in Frankreich aus der Filiation der Primarabtei Morimond errichtet, nachdem Gründungsversuche seit 1152 zunächst in Nuestra Señora de Salz am Rio Gállego nördlich von Saragossa und 1167 in Nuestra Señora de la Junceria in Villanueva de Gallego vorangegangen waren. Die erste Kirche wurde vor 1238 geweiht, der Bau der Klausur folgte noch im 13. Jahrhundert. Das Kloster führte umfangreiche Wasserbauten am Ebro aus, darunter ein großes, zu einem Schöpfwerk (noría) gehörendes, nunmehr restauriertes Wasserrad („rota“, „rueda“) von 16 m Durchmesser. In der Klosteraufhebung (Desamortisation) unter der Regierung von Juan Álvarez Mendizábal wurde das Kloster wohl 1837 aufgelöst. Die Anlage diente in der Folge landwirtschaftlichen Zwecken. 1990 wurde der landwirtschaftlich genutzte Teil von der Region Aragón erworben, 1998 überließ der spanische Staat Kirche und Klausur der Region  gegen die Auflage, die Anlage zu restaurieren. Die aufwändige Restaurierung wurde 2003 abgeschlossen. Heute ist im Verbindungsflügel zwischen Klausur und Abtshaus sowie im Abtshaus ein Hotel (Hospedería de Aragón) untergebracht.

## Bauten und Anlage
Die Kirche ist eine typische dreischiffige Zisterzienserkirche ohne Querhaus und mit drei rechtwinklig geschlossenen Apsiden. In den runden Stuckgitterfenstern ist ein Rad (rueda) dargestellt. Das gotische Kreuzrippengewölbe stammt aus späterer Zeit, ebenso wie der Turm im Mudéjar-Stil. Die Klausur schließt südlich an die Kirche an, erhalten sind der gotische Kreuzgang mit einer achteckigen Brunnenkapelle, der Ostflügel mit dem neunjöchigen Kapitelsaal, dem kleinen Parlatorium, einem Karzer und dem ebenfalls sechsjochigen Mönchssaal, der Südflügel mit Wärmeraum, Refektorium und Küche und das weitgehend erneuerte Dormitorium im Obergeschoss des Ostflügels und dem etwas abseits stehenden Speicher (cilla). In der Renaissancezeit wurde ein Arkadengang im Herrera-Stil errichtet, der das Kloster mit dem Abtshaus verbindet. Das königliche Tor (Puerta Real) wurde im 18. Jahrhundert errichtet.
Der älteste Teil des Kreuzgangs, die Ostgalerie, stammt aus dem 13. Jahrhundert, die anderen Galerien aus dem 14. und 15. Jahrhundert. 
Ein Alabasteraltar ist in die Pfarrkirche von Escatrón gelangt.

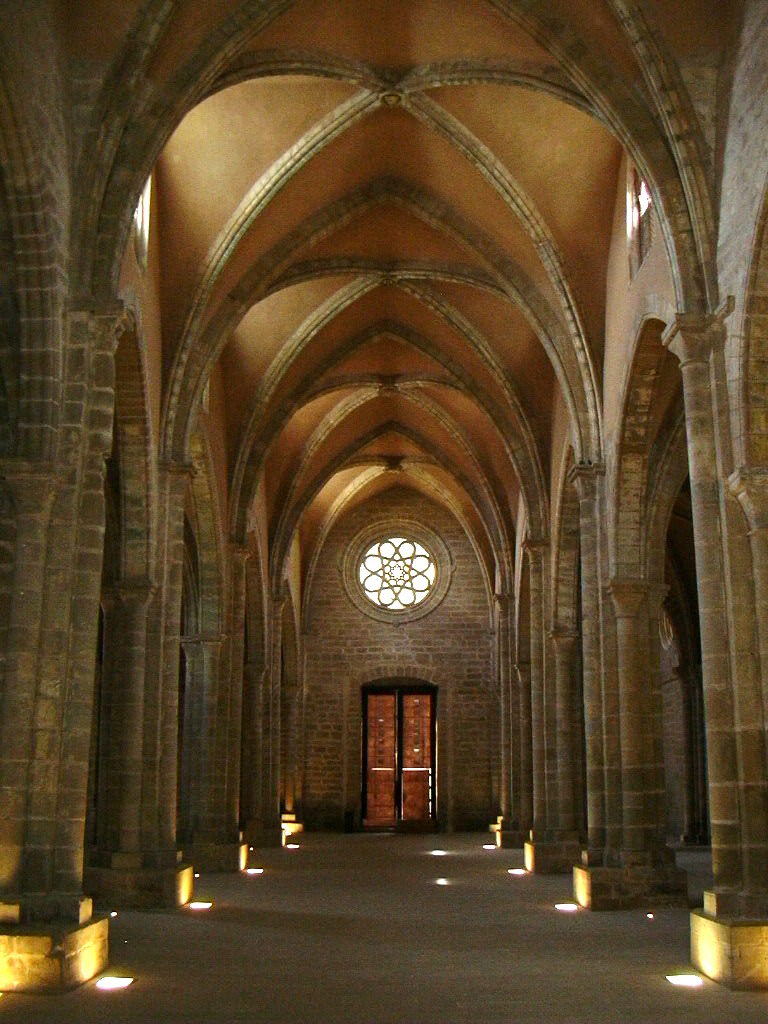
Mittelschiff der Kirche nach Westen
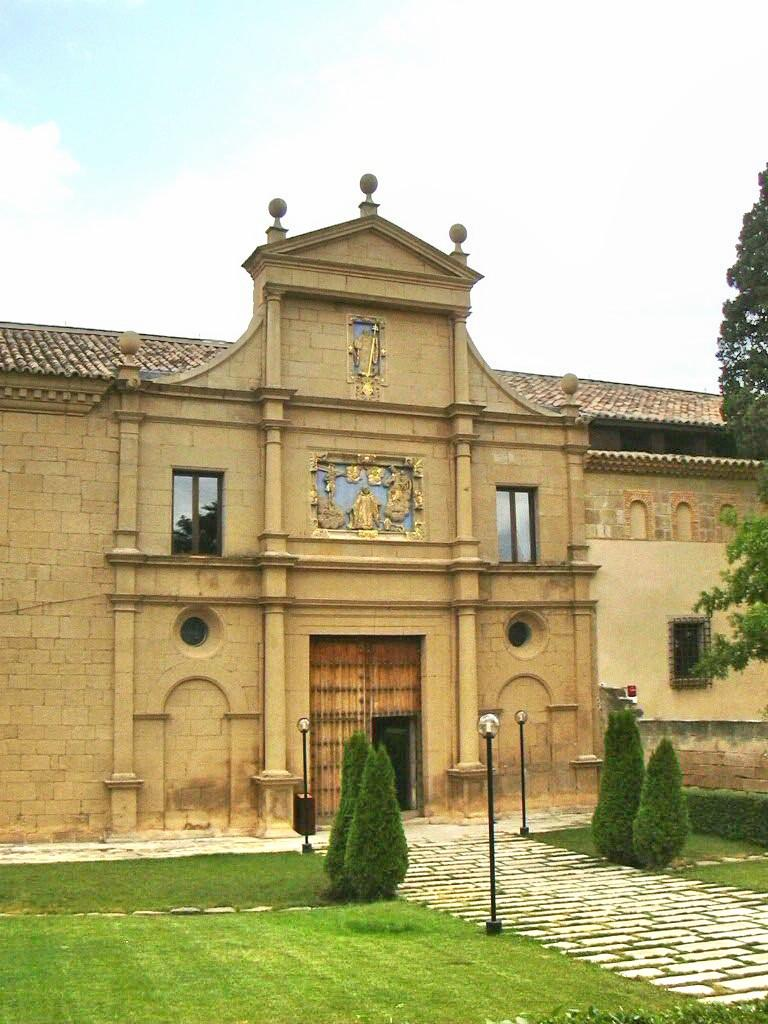
Puerta Real
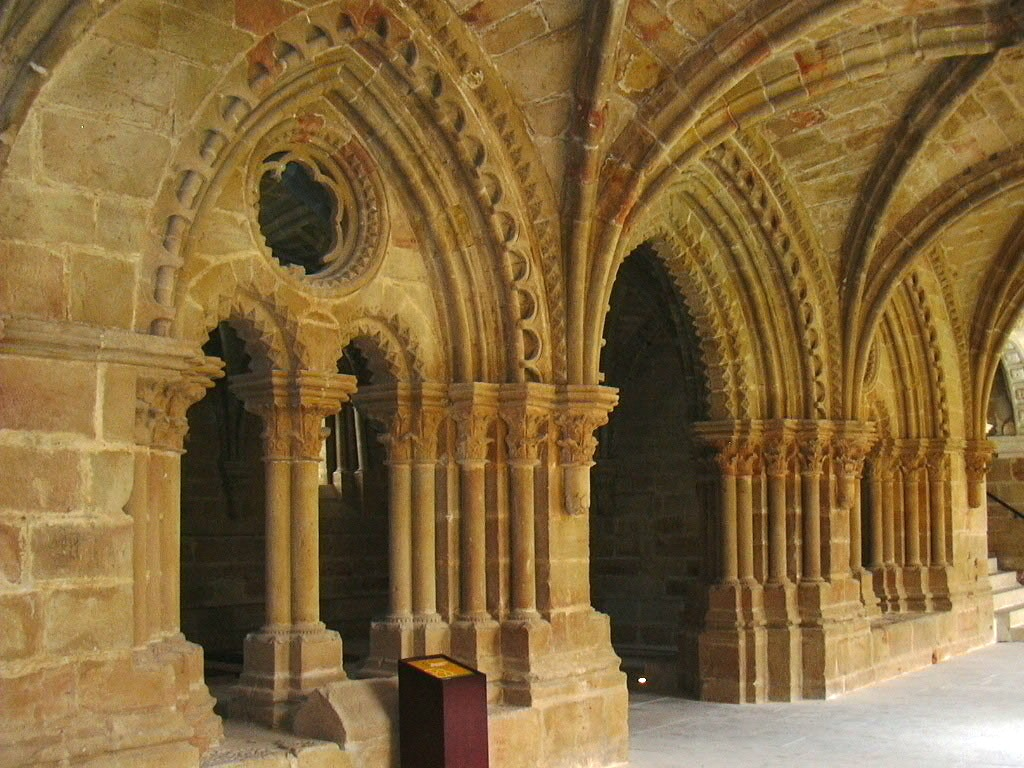
Eingang zum Kapitelsaal
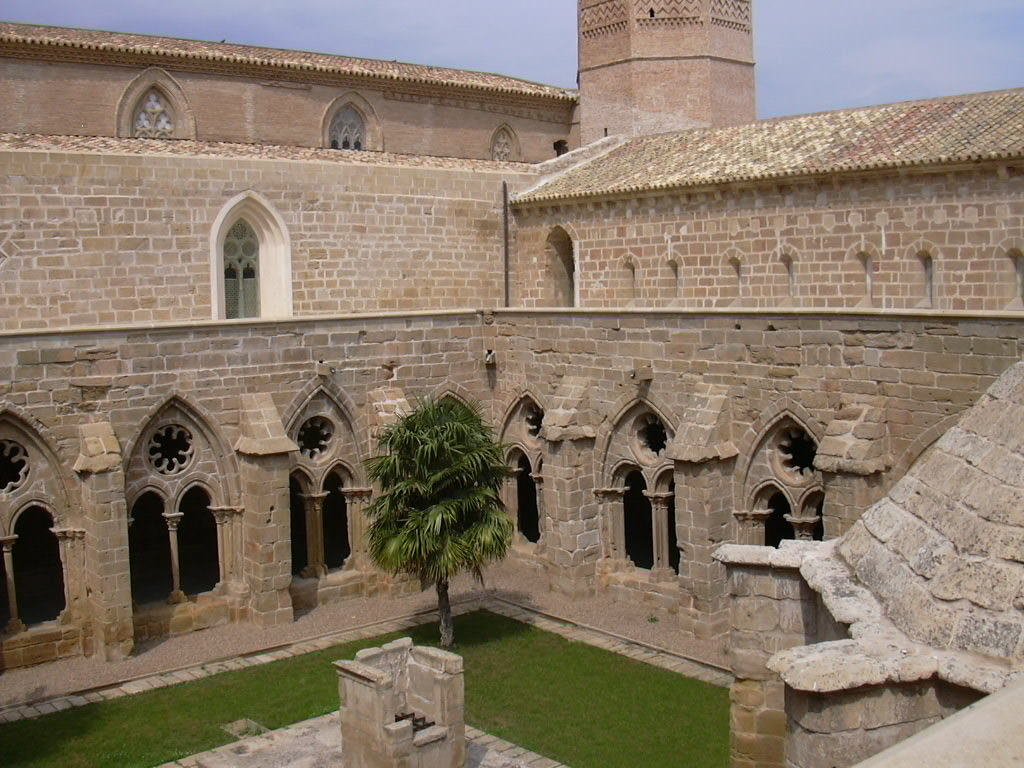
Der Kreuzgang